# (16121) Burrell
Pour les articles homonymes, voir Burrell.
(16121) Burrell est un astéroïde de la ceinture principale.

## Description
(16121) Burrell est un astéroïde de la ceinture principale. Il fut découvert le 7 décembre 1999 à Socorro (Nouveau-Mexique) par le projet LINEAR. Il présente une orbite caractérisée par un demi-grand axe de 2,42 UA, une excentricité de 0,11 et une inclinaison de 0,8° par rapport à l'écliptique.

## Compléments